# Баязетский санджак
Баязетский санджак — провинция Османской империи с 1555 по 1922 год. Баязетский санджак не был полностью самостоятельным, а входил в состав эялета Ван до 1864 года. В 1864 году в рамках административной реформы перешёл в состав Эрзурумского вилайета.
В 1555 году по результатам Амасийского мирного договора завершилась турецко-персидская война 1514—1555 годов и Армения и Грузия была разделена между Османской империей и сефевидским Ираном. Во второй половине XVI века регион стал заселяться курдскими племенами. К власти в Баязете пришла знатная курдская династия Джылдырогулларов, которая вплоть до середины XIX века продолжала контролировать и управлять всем регионом, с переходом власти от отца к сыну. Баязетский санджак, формально входивший в эялета Ван, сохранял статус полуавтономной провинции, а его правители, наречённые титулом паши, находились в нём в качестве феодальных владельцев. Последние были освобождены от налогов, но на них были возложены такие обязанности, как: строительство за свой счёт укреплений и содержание в них турецких гарнизонов с обеспечением их продовольствием, оружием (включая пушки) и боеприпасами. Кроме того в санджаке на разных управляющих должностях находились турецкие госчиновники. С определённой недоброжелательностью к баязетским правителям относились управляющие соседними санджаками, которые с завистью смотрели на значительную степень независимости и самостоятельности Баязета.